# Daniel Barry
Daniel Thomas Barry (Norwalk, 30 dicembre 1953) è un ex astronauta statunitense.